# Rheinische Glashütten-Actien-Gesellschaft

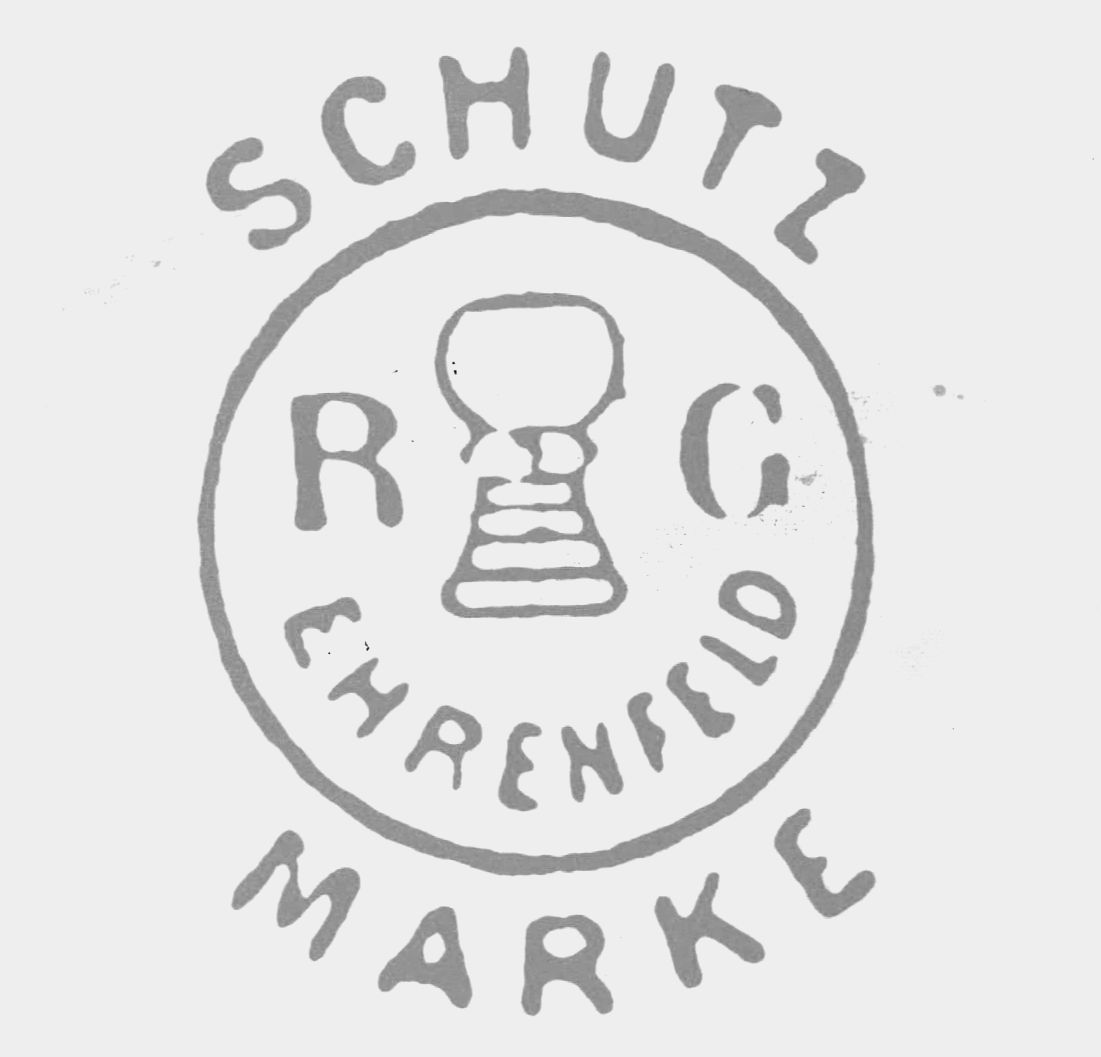

Die Rheinische Glashütten AG (vormals Rheinische Glashütten-Actien-Gesellschaft in Ehrenfeld bei Cöln) war eine der bedeutendsten Glashütten im Rheinland Ende des 19. Jahrhunderts bis Anfang 20. Jahrhundert. Die Historismus- und Jugendstil-Gläser der Glashütte wurden mit zahlreichen Preisen und Medaillen bei internationalen und nationalen  Kunstgewerbeausstellungen und Weltausstellungen ausgezeichnet. Für die Rheinische Glashütten AG arbeiteten Designer, wie Peter Behrens, Joseph Maria Olbrich und Koloman Moser.

## Geschichte

Glashütte Ehrenfeld 1892

Die Glasproduktion wurde in Ehrenfeld in der Venloer Straße Nr. 356 im April 1864 durch Philipp Michel begründet. Zusammen mit Glasbläsern aus Böhmen  begründete er die Kölnischen Glashütten Philipp Michel in der Hüttenstrasse 1–3, in unmittelbarer Nähe des Bahnhofes Ehrenfeld, die er bereits Ende 1865 mit wirtschaftlichem Erfolg an Ernst Leybold und Julius von Holleben verkaufte. Der Kaufvertrag sah vor, dass Michel die Betriebsgeheimnisse den Käufern überlässt und sich verpflichtet, keine eigene Glashütte zu eröffnen. Bereits seit 1864 besaß die Glashütte eine eigene Betriebskrankenkasse.
Am 10. Januar 1866 wurde die Firma Julius von Holleben & Co. in eine offene Handelsgesellschaft umgewandelt. Bereits am 1. Juni 1867 wurde die Gesellschaft um den Elberfelder Kaufmann Oskar Rauter erweitert, der in der Folgezeit zusammen mit von Holleben die Leitung der Firma übernahm.
Von Holleben konnte während des Deutsch-Französischen Krieges ab 1870 die Leitung der Glashütte nicht mehr wahrnehmen, die Gesellschaft wird aufgelöst. Vorübergehend übernimmt Oskar Rauter die Firmengeschäfte der nun gegründeten Gesellschaft Rauter & Co., die am 1. Juli 1872 in die Rheinische Glashütten-Actiengesellschaft Ehrenfeld bei Cöln überführt wird. Zu dieser Zeit waren 308 Beschäftigte in der Glashütte tätig.
Als zusätzliche Hauptaktionäre der neu gegründeten Aktiengesellschaft konnten gewonnen werden: die Rheinische Baugesellschaft, das Bankhaus J. H. Stein, Handelsfirma Leybold sowie Baurat Julius Raschdorf.
Sofort setzten umfangreiche Investitionstätigkeiten in modernere Anlagen ein. Der wirtschaftliche Aufschwung der Gründerzeit wurde im Mai 1873 durch den Gründerkrach abrupt beendet. Überkapazitäten, die infolge der Gründerkrise nicht mehr am Markt abgesetzt werden konnten, führten 1874 zu einer Teilstilllegung der neuen Produktionsanlagen.
Die Erweiterung der Absatzmärkte für Gebrauchs- und Tafelglas und die Wiederbelebung der Bautätigkeit verhalfen Anfang der 1880er Jahre der Glashütte zu einem erneuten Aufschwung. Zur Herstellung von Pressglas und Massenfabrikation von Hohlgläsern wurde 1883/84 ein Siemens-Gasfeuerungs-Regenerativ-Ofen errichtet, so dass 45 % der Kohle eingespart werden konnte. Aus Kostengründen erfolgte 1903 die Umstellung der Feuerung von Steinkohle auf die rheinische Braunkohle.
Zum Ende des 19. Jahrhunderts stellte die Rheinische Glashütte vor allem glatte, geschliffene, geätzte und gravierte Kristallgläser sowie günstiges, zum Teil farbiges Pressglas für den Massenbedarf her. Im Jahr 1888 gelang es Rauter, verkehrsfähiges Goldrubinglas herzustellen. Nachdem er über 30 Jahre die Geschicke der Firma geleitet hatte, schied Oskar Rauter 1898 aus der Firma aus. Sein Nachfolger Eduard von Kraliks konnte nur in einem geringeren Umfang an den wirtschaftlichen Erfolg der Glashütte unter der Leitung von Rauter anknüpfen. Unter seiner Leitung wurden in Ehrenfeld künstlerisch anspruchsvolle Jugendstilgläser, wie etwa die von Peter Behrens für sein Haus in der Darmstädter Künstlerkolonie Mathildenhöhe entworfene Glasserie, gefertigt, die jedoch wirtschaftlich weniger erfolgreich waren als die Historismus-Gläser Rauters, heute jedoch kunsthistorisch sehr geschätzt werden.
Ab 1900 wurde neben dem Hohlglaswerk auch eine Flachglashütte für die Herstellung von Flachglas für die Bauindustrie in Betrieb genommen. Zunächst wurde zur Herstellung von ornamentiertem Glas die Glasschmelze auf gravierte Stahlplatten gegossen, ab 1910 kamen die wesentlich flexibleren und kostengünstigeren gravierten Walzen zum Einsatz. Im Jahr 1907 waren im Ehrenfelder Werk 46 Häfen, davon 14 offene in Betrieb.
Durch Verbesserung der Technik der Glasschmelzöfen konnte in Ehrenfeld ab 1914 auf Nachtarbeit verzichtet werden. Zu Beginn des 20. Jahrhunderts waren in Ehrenfeld gleichzeitig 3 bis 4 Glasöfen in Betrieb.
Im Jahr 1913 waren in Ehrenfeld drei Glashütten in Betrieb. Die Firma beschäftigte 265 Glasmacher, 120 Schleifer und Graveure sowie 200 Handwerker. Neben der Kristall- und Hohlglashütte, fertigte man in einer zweiten Produktionsstätte Massenware und Pressglas. Die Herstellung von Flachglas erwies sich in dem ersten Jahrzehnt des 20. Jahrhunderts als konjunkturabhängig, so dass man sich auf Kathedralglas und Klarglas spezialisierte und in der Ornamentglashütte hochwertiges Zierglas herstellte. Zu den Rheinischen Glashütten gehörten des Weiteren noch eine große Gravieranstalt, eine Ätzerei und eine Dampfschleiferei.

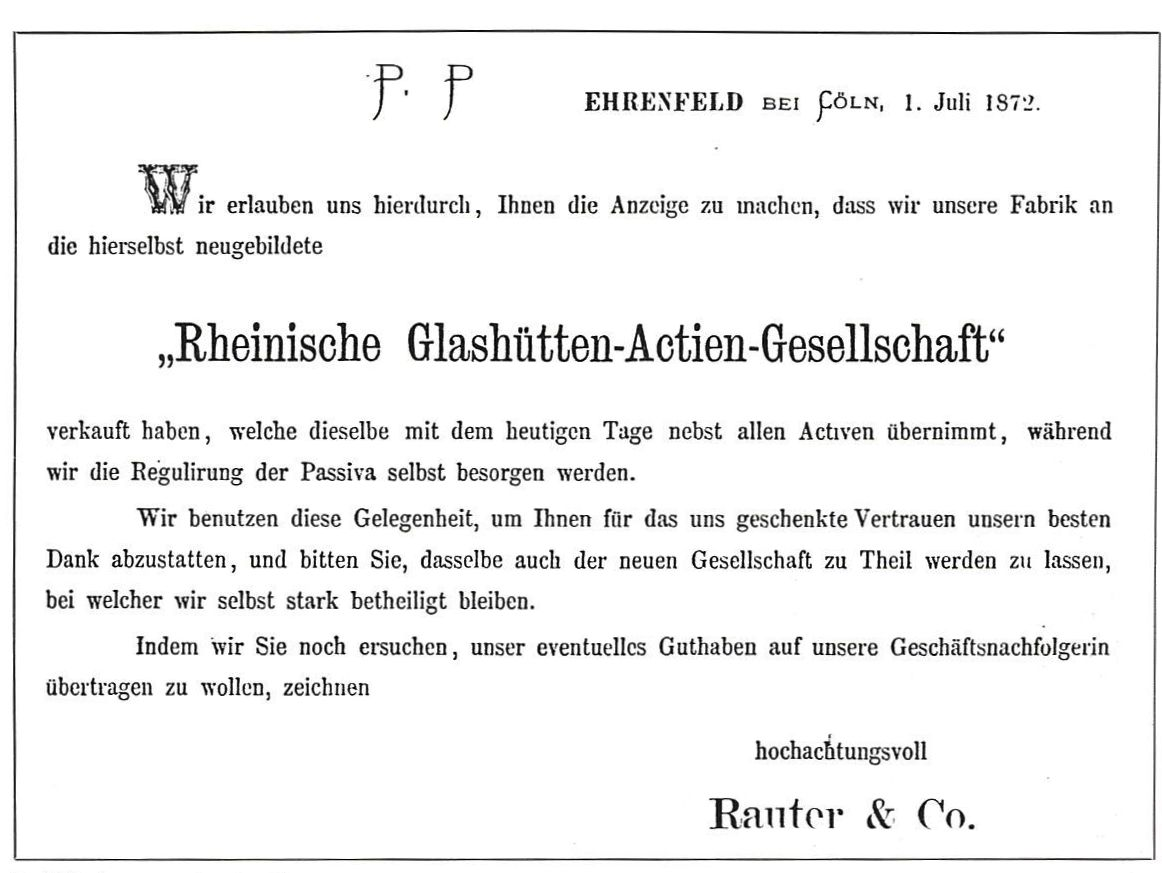
Anzeige der Firmengründung (1872)
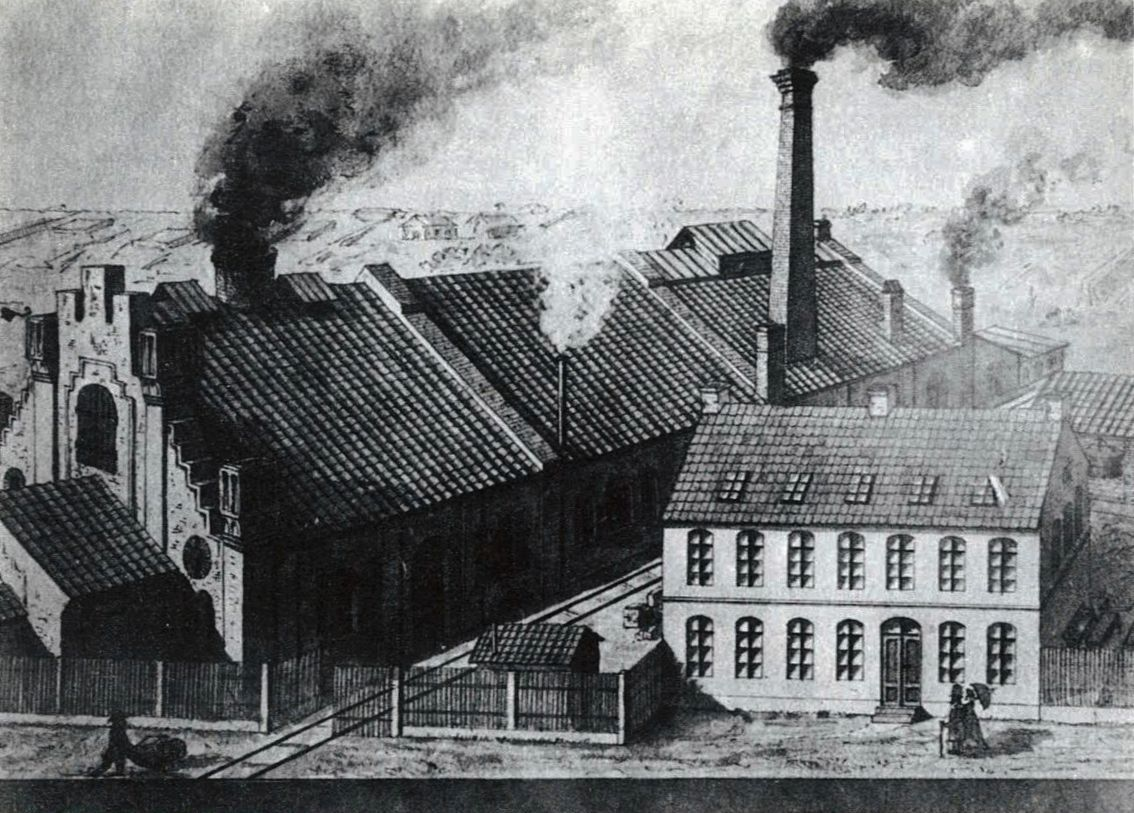
Glashütte, 1872
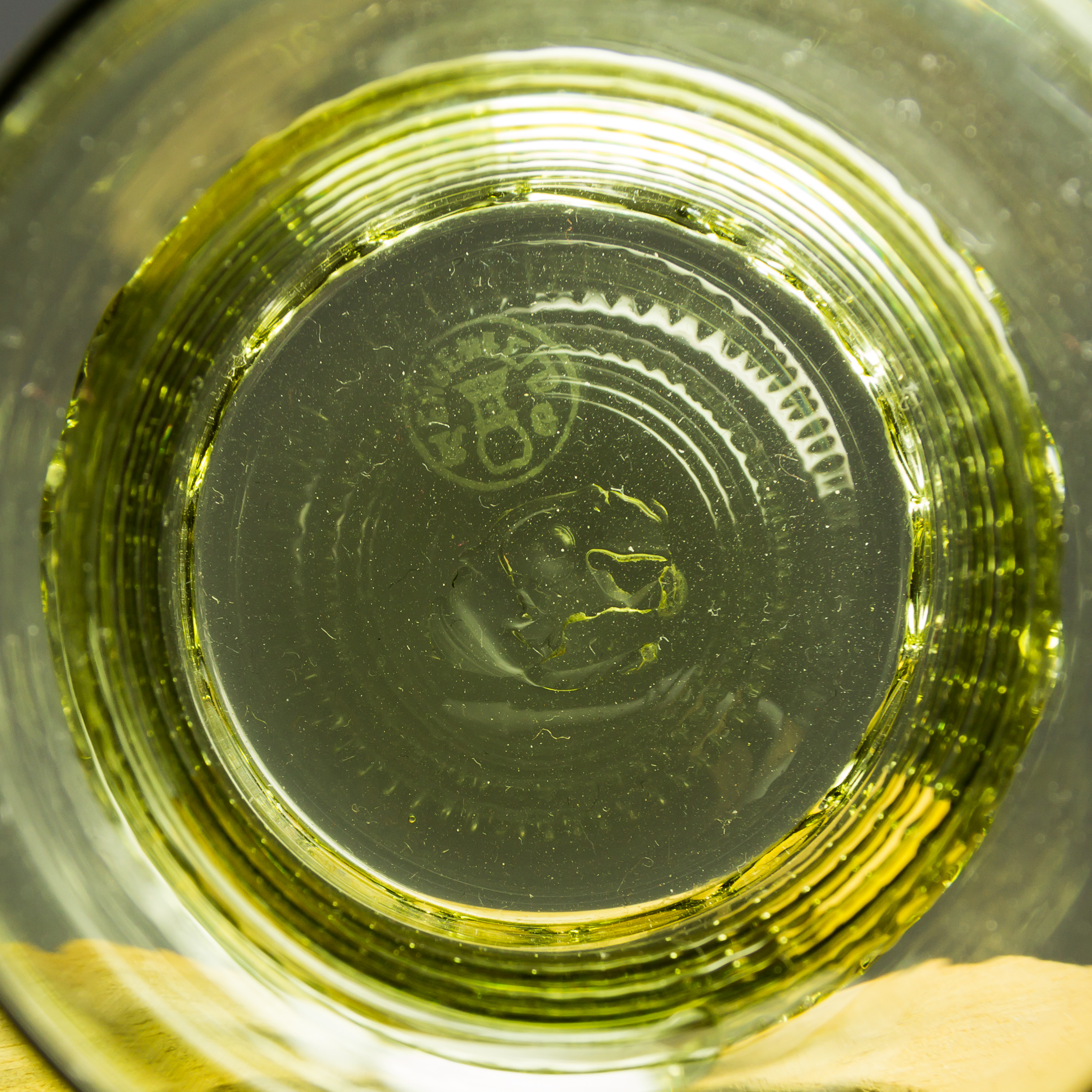
Ätzmarke der Glashütte an einem Bowlenglas
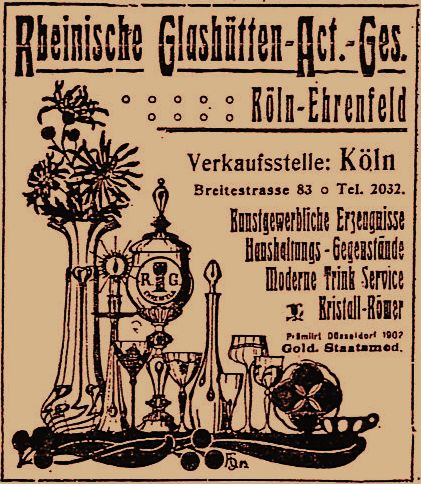
Anzeige der Rheinischen Glashütten AG (1905)
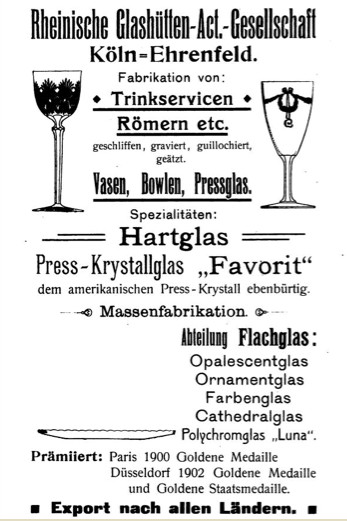
Firmenanzeige (1907)

Vor dem Ersten Weltkrieg fanden die Waren der Glashütte reißenden Absatz, die Produkte wurden weltweit exportiert und man errichtete eigene Verkaufssalons in repräsentativen Geschäftslagen, zum Beispiel in der Kölner Breite Straße 83. Auf dem Firmengelände wurden Schauräume und Mustersäle eingerichtet, wo Kunden die Produkte der Firma präsentiert wurden.
Der Erste Weltkrieg, die wirtschaftlichen Folgen der Alliierten Rheinlandbesetzung und der Hyperinflation sowie die zunehmende nationale und internationale Konkurrenz führten zu einem wirtschaftlichen Niedergang im Laufe der 1920er Jahre. Im August 1928 wurde der Betrieb in der Glashütte eingestellt. Am 8. November 1929 schied Louis Bukowski, der die Glashütte seit Beginn des 20. Jahrhunderts geleitet hatte, aus der Gesellschaft aus. Der Kölner Kaufmann und Sandgrubenbesitzer Heinrich Wolf versuchte die Produktion wieder zu beleben. Im Jahr 1930 begann man erneut mit zunächst 25 Arbeitern mit der Glasproduktion und Wolf investierte nochmals in neue Glasöfen. Er konnte die Belegschaft binnen kurzer Zeit auf 200 Arbeiter steigern. Der Aufschwung war jedoch nur von kurzer Dauer. Zum 31. Dezember 1937 wurde die Gesellschaft endgültig aufgelöst. Sofort begann man mit dem Verkauf der verkehrsgünstig gelegenen Grundstücke an der Subbelrather Straße, dem Ehrenfeldgürtel und der Glasstraße an die Stadt Köln. Der Austrag aus dem Handelsregister erfolgte am 2. Oktober 1944.
Die letzten Gebäude wurden nach dem Zweiten Weltkrieg an der Subbelrather Straße abgerissen.

## Produkte der Firma

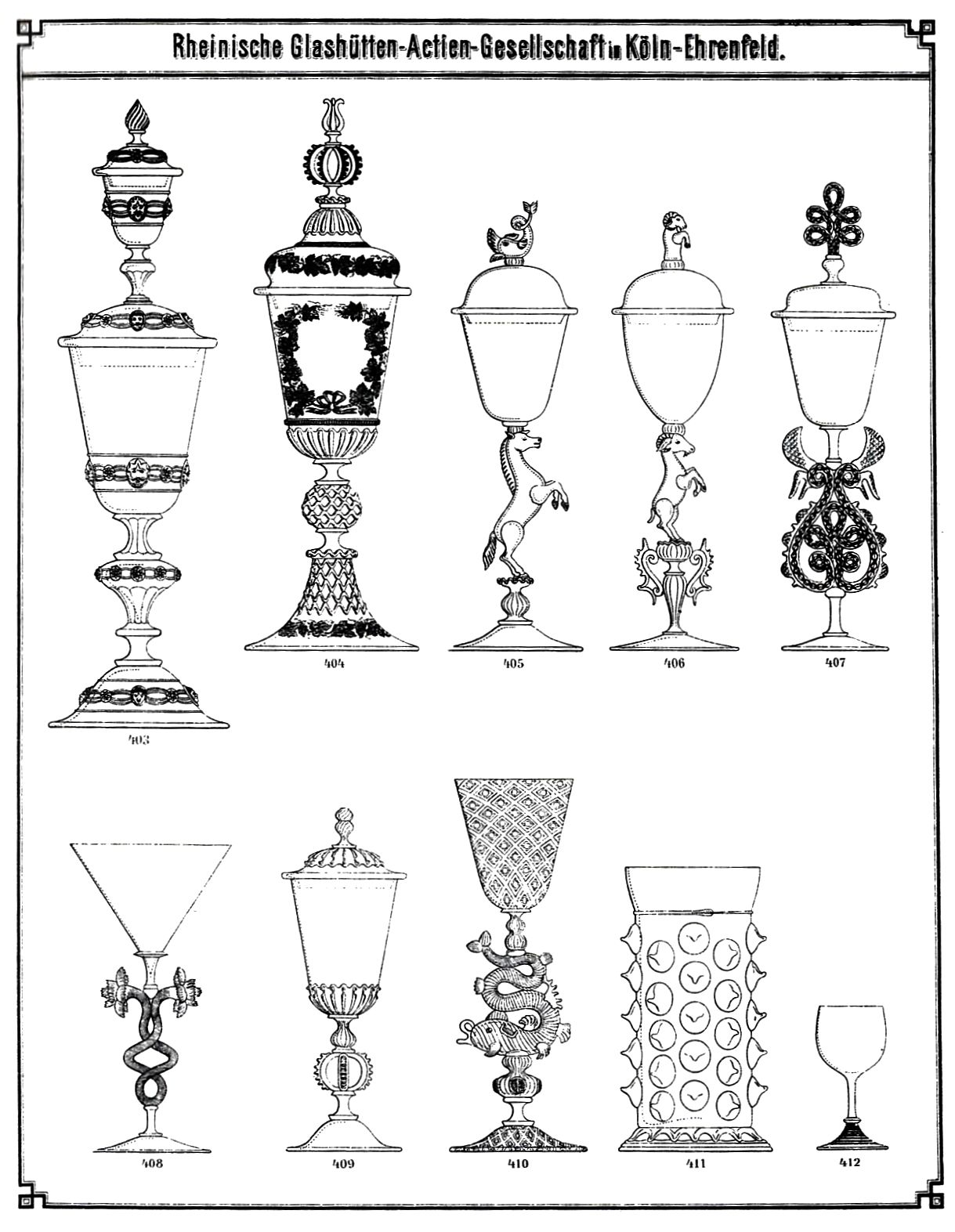
Musterblatt der Rheinischen Glashütte (1888)

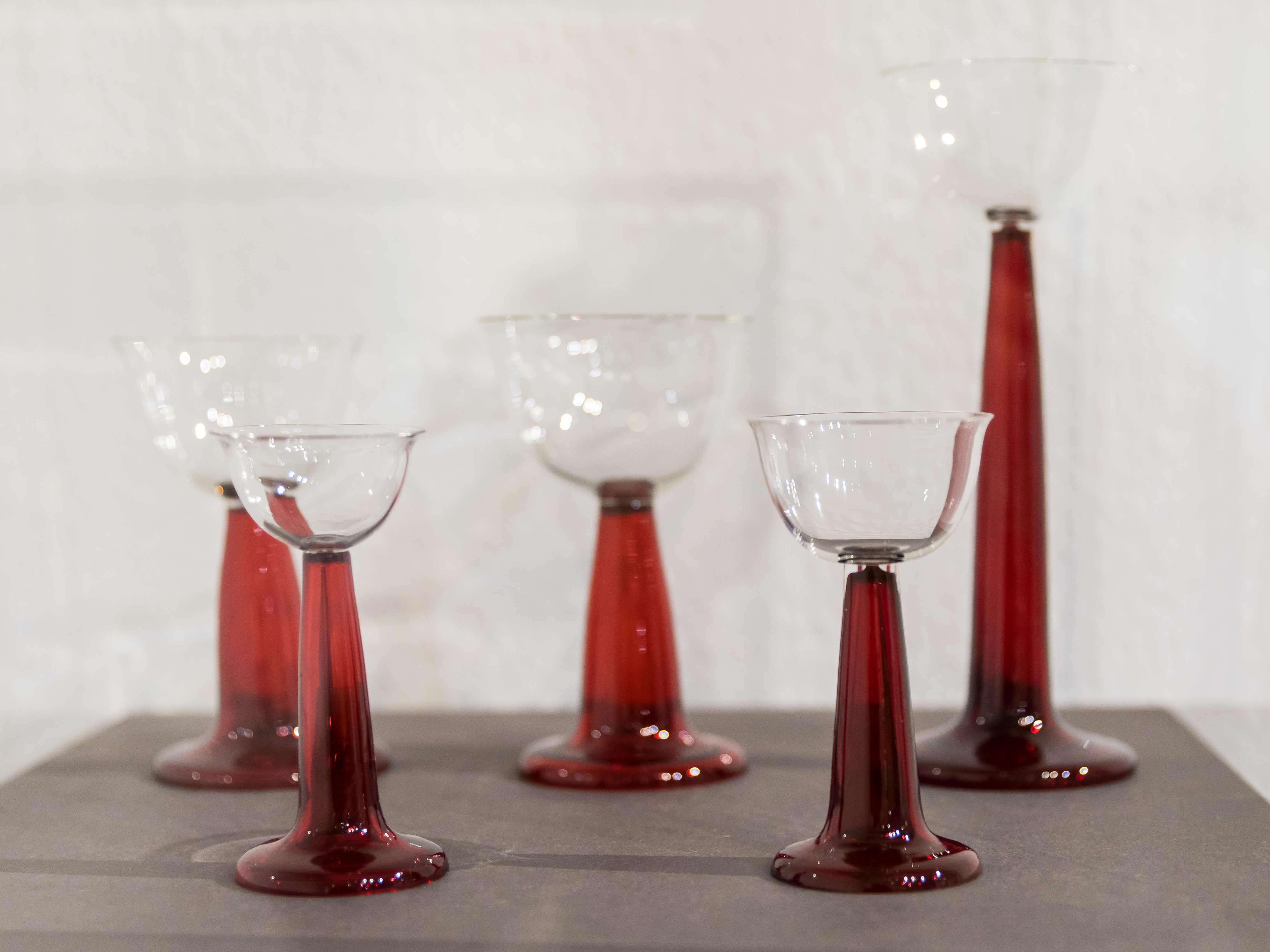
Trinkglasserie mit rubinroten Füßen, entworfen von Peter Behrens, 1900/01

Oskar Rauter sollte bis Ende des 19. Jahrhunderts wesentlichen Einfluss auf die Produktpalette der Firma besitzen. In den ersten Jahren konzentrierte sich die Produktion der Glashütte auf die Herstellung von Industrieglas und Pressgläsern in großen Stückzahlen. Ende der 1870er bis Anfang der 1880er Jahre versuchte man alte Glastechniken zu analysieren, zu verbessern und an die modernen Produktionsbedingungen anzupassen. So wurde versucht, Glaswaren nach dem Verfahren von A. de la Bastie zur Herstellung von Hartglas zu produzieren. Die mit diesem Verfahren hergestellten Gläser wurden jedoch nur wenige Jahre vertrieben.
Oskar Rauter konzentrierte sich in den 1880er Jahren auf den Entwurf von Glasserien nach traditionellem Vorbild. Auf Studienreisen durch die Kunstgewerbemuseen Europas fertigte er Skizzen von historischen Vorbildern, bevorzugt von römischen, venezianischen und altdeutschen Glaswaren an. Seine Entwürfe waren teils Repliken, teils Neuinterpretationen der „Blütheperioden früherer Zeiten, namentlich des römischen, venezianischen und altdeutschen Glas-Styls“. Bereits 1881 präsentierte er 200 Entwürfe vom Römern, Bechern, Humpen und Pokalen sowie erste komplette Glasserien. Auf der Düsseldorfer Gewerbeausstellung gewinnt die Rheinische Glashütte Ehrenfeld 1880 mit ihrer Glaskollektion die Große Silberne Medaille. Zu den Kunden der Glashütte zählte das auch deutsche Kaiserhaus. Die deutschen Städte ließen anlässlich der Hochzeit des Prinzen Wilhelm II. in der Ehrenfelder Glashütte eine Kristallglasgarnitur als Hochzeitsgeschenk anfertigen.
Die Rheinische Glashütten AG belieferte vorwiegend bürgerliche Haushalte mit hochwertigen Glaswaren. In den 1880er Jahren wurden die Gläser aber auch europaweit exportiert. Oskar Rauter bevorzugte schlichte Formgläser, ab 1893 auch diamantgravierte Gläser. Im Gegensatz zu den in dieser Zeit weit verbreiteten emaillierten Gläsern sind nur wenige Entwürfe der Rheinischen Glashütte bekannt, die farbig gestaltet wurden. Rauter griff in seinen Entwürfen auf die traditionelle Färbung von Waldglas zurück und verwendete verschiedene Grünnuancen zur Färbung der gesamten Gläser oder wahlweise der Stiele oder der Kuppa. Zunächst wurden die Gläser antikgrün, moosgrün, apfelgrün, gelbgrün, olivengrün, meergrün, ab 1886 auch tannengrün und blaugrün gefärbt. Rauters Detailtreue in Bezug auf die traditionelle Glasherstellung äußerte sich auch in der Weigerung den Abriss des Hefteisens am Boden der Gläser beschleifen zu lassen. Erst nach Kritik der Kunden wurde der Abriss beschliffen.
Einige Glasobjekte und Pressgläser sind auch farbig, meist opak ausgeführt worden. Oskar Rauter gelang es in den 1880er Jahren das Verfahren zur Herstellung von durchgefärbten Goldrubinglas zu analysieren und weiterzuentwickeln, was auf der Kunstgewerbeausstellung in München 1888 große Aufmerksamkeit erregte, weil im Deutschen Reich neben der Ehrenfelder Glashütte lediglich die Josephinenhütte in Schreiberhau (Schlesien) in der Lage war, Hohlgläser aus Goldrubinglas herzustellen. Auf Initiative Direktor Rauters zeigte das am 16. Juli 1888 in Köln gegründete Kunstgewerbemuseum  bereits zwei Monate nach seiner Eröffnung eine Werkschau der Erzeugnisse der Rheinischen Glashütte Ehrenfeld. Besondere Attraktion war die Ausstellung einer größeren Anzahl von Rubingläser aus der Kölner Glashütte.
Im Jahr 1898 übergab Oskar Rauter die Firmenleitung an seinen Mitarbeiter Eduard von Kralik, der die Firma und die Produktpalette neu ausrichtete. Einige Entwürfe Oskar Rauters wurden jedoch aufgrund ihrer Beliebtheit bis 1910 weiter produziert. Glasformen von Oskar Reuter sind heute im Kölnischen Stadtmuseum erhalten. Auf den Weltausstellungen in Antwerpen (1885), Chicago (1887) und Paris (1900) erhielten die Entwürfe der Rheinischen Glashütte Goldene Medaillen, auf der Industrie- und Gewerbeausstellung in Düsseldorf die Goldene Ausstellungs- und Staatsmedaille.
Von Kralik bot freien Mitarbeitern und Künstlern wie Peter Behrens oder Erich Kleinhempel an, ihre Entwürfe in Ehrenfeld zu realisieren. Durch die Mitarbeit dieser Künstler wurde die Rheinische Glashütte AG zu einer der führenden Jugendstil-Glashütten im Deutschen Reich.
Peter Behrens  entwarf 1900/01 für sein Haus in Darmstadt-Mathildenhöhe eine Trinkglasserie mit einem Schaft aus Rubinglas mit aufgesetzter farbloser Kuppa. Im Jahr 1904 begann man in Ehrenfeld den Entwurf von Behrens als modernes Kristall-Trinkservice Aegir in kleiner Serie zu produzieren.
Aber auch von Kralik entwarf für die Glashütte Gläser und Glasservice, wie das Tafelservice Excelsior
Zu den bekannten Entwürfen zu Beginn des 20. Jahrhunderts zählt das Hochzeitsservice von Moritz Wentzel und eine Glaserie von Erich Kleinhempel aus dem Jahr 1906,  die durch gedrehte Fäden in den Stielen gekennzeichnet ist.

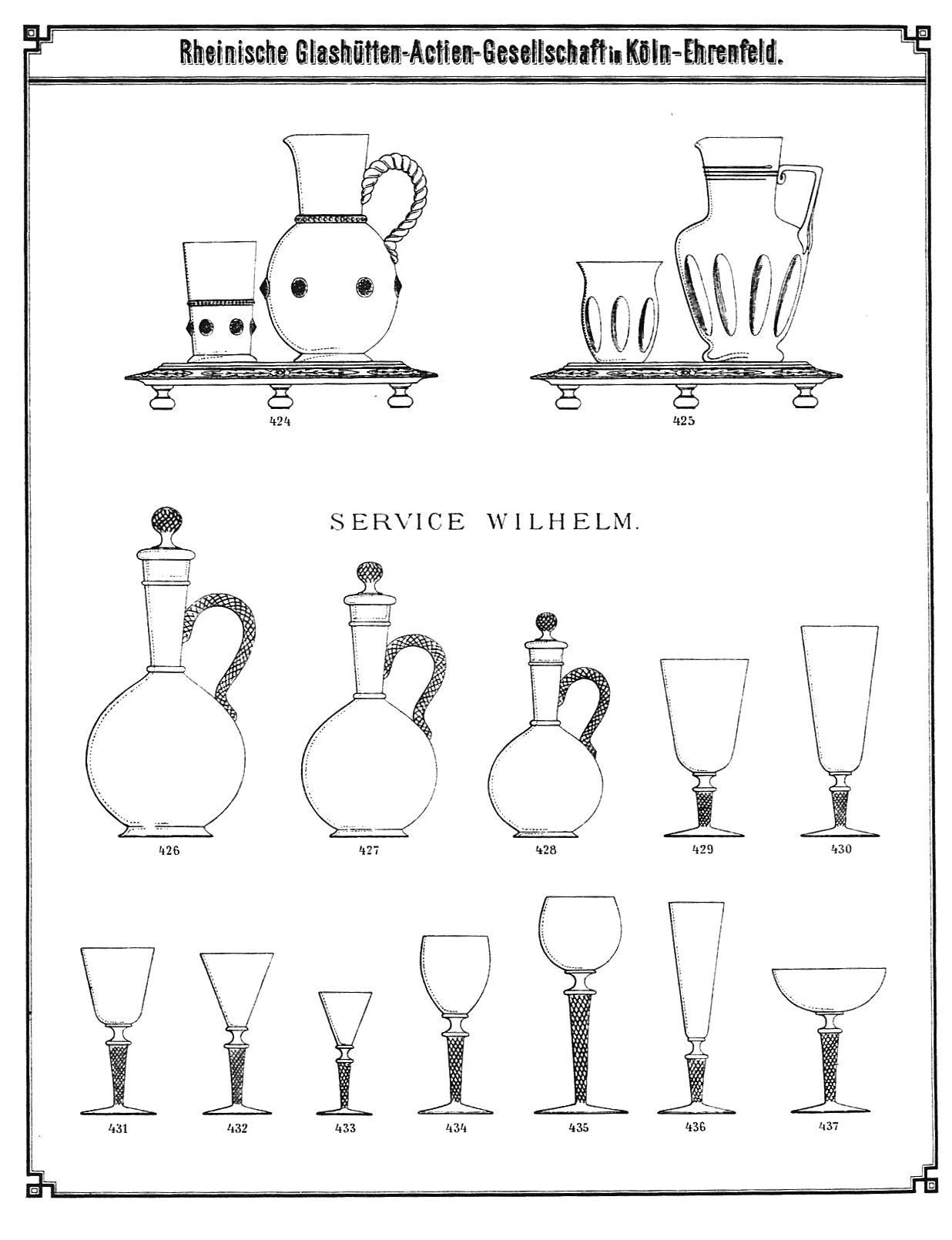
Serie "Wilhelm" (1888)
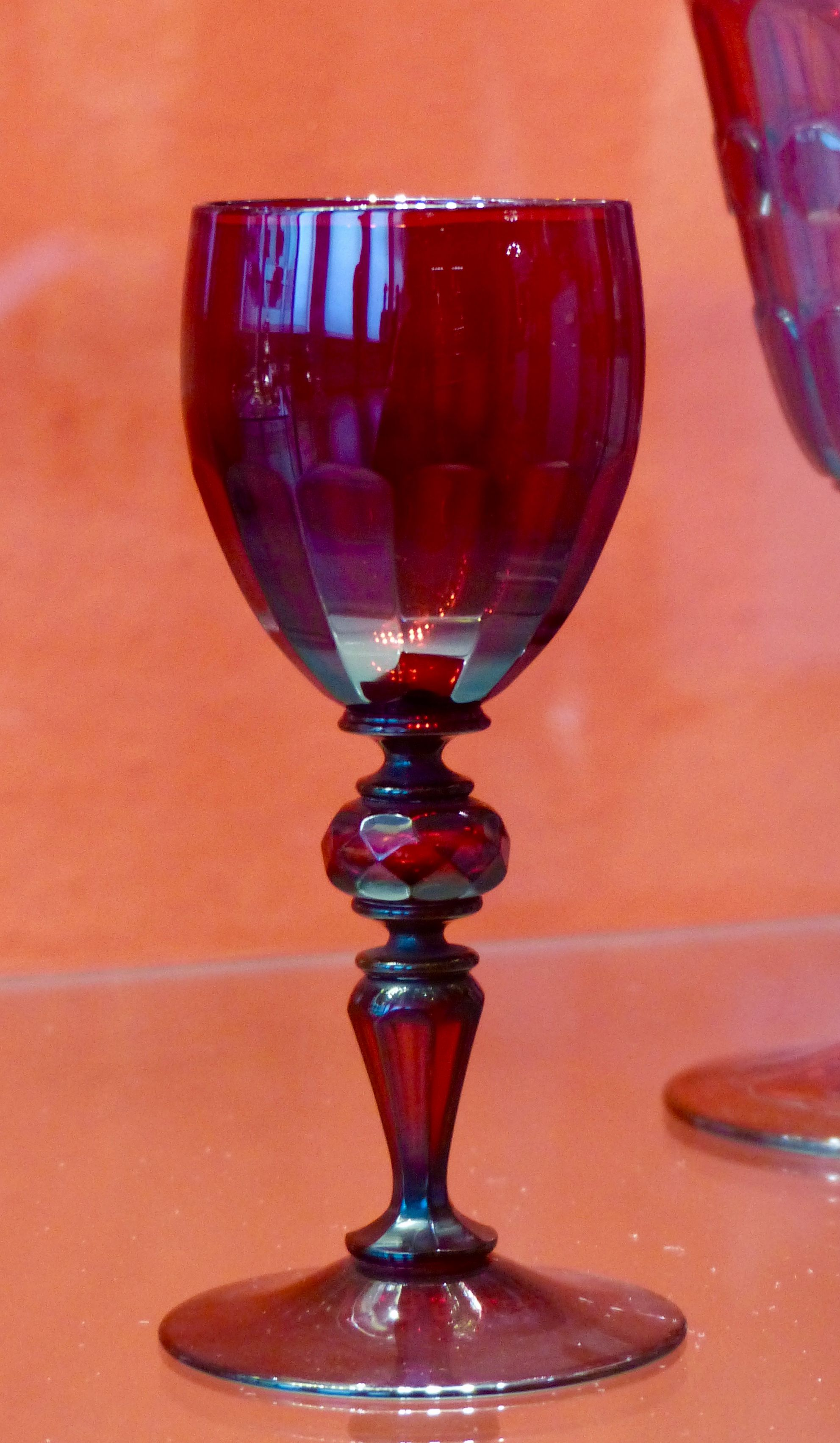
Goldrubinglas (Ende des 19. Jahrhunderts)
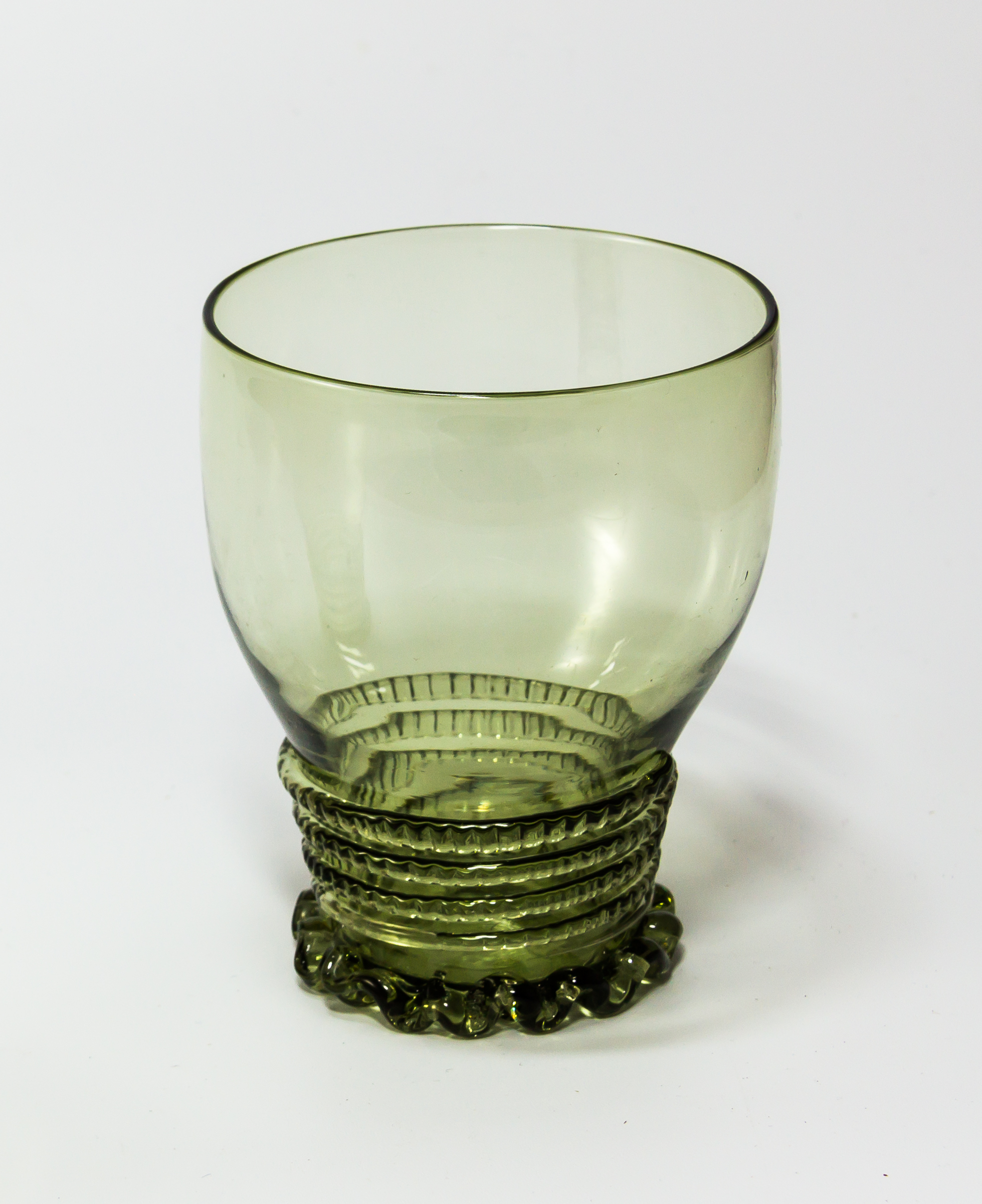
Bowlenglas (Ende des 19. Jahrhunderts)
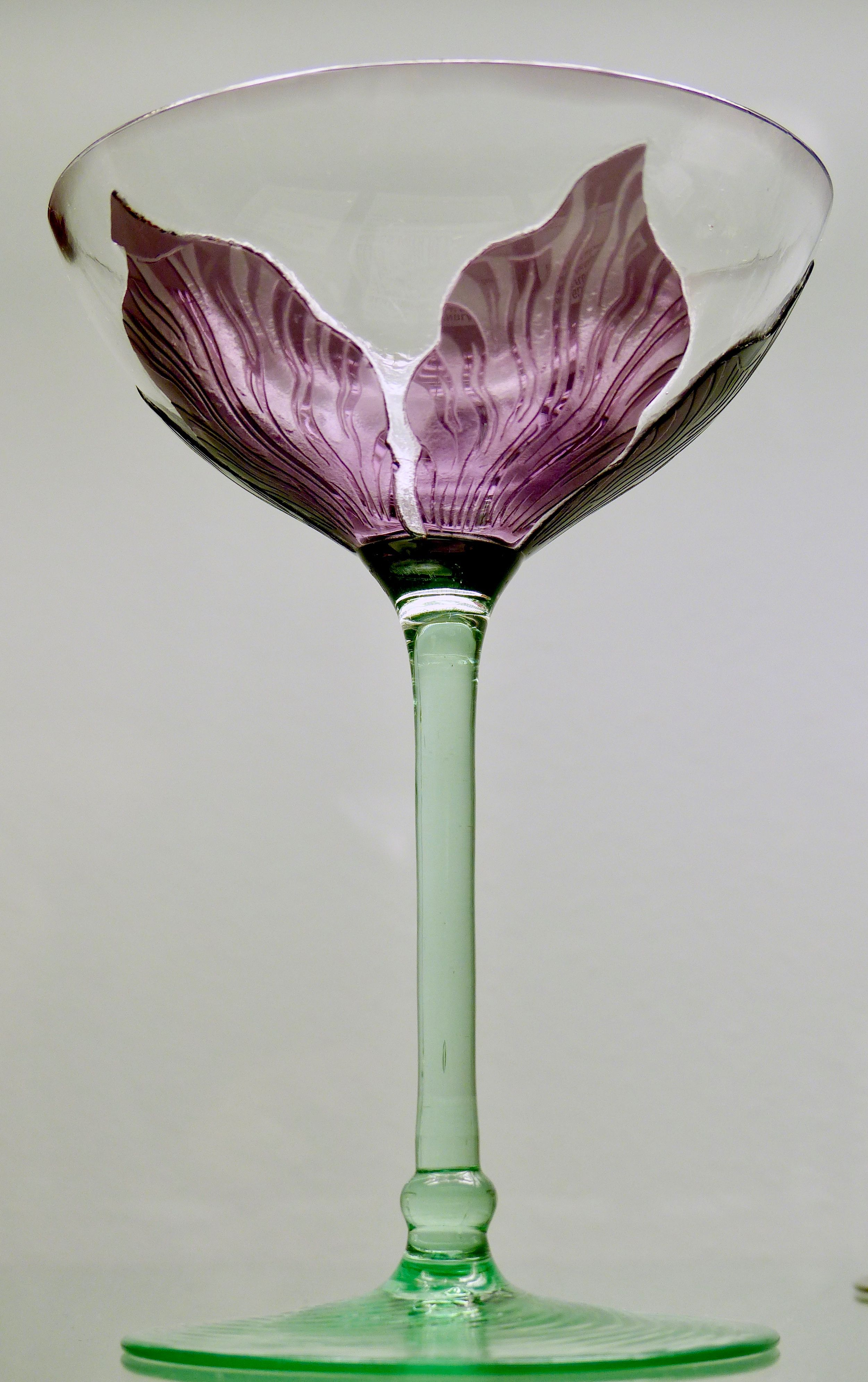
Trinkglas mit farbigem Überfang (um 1902)
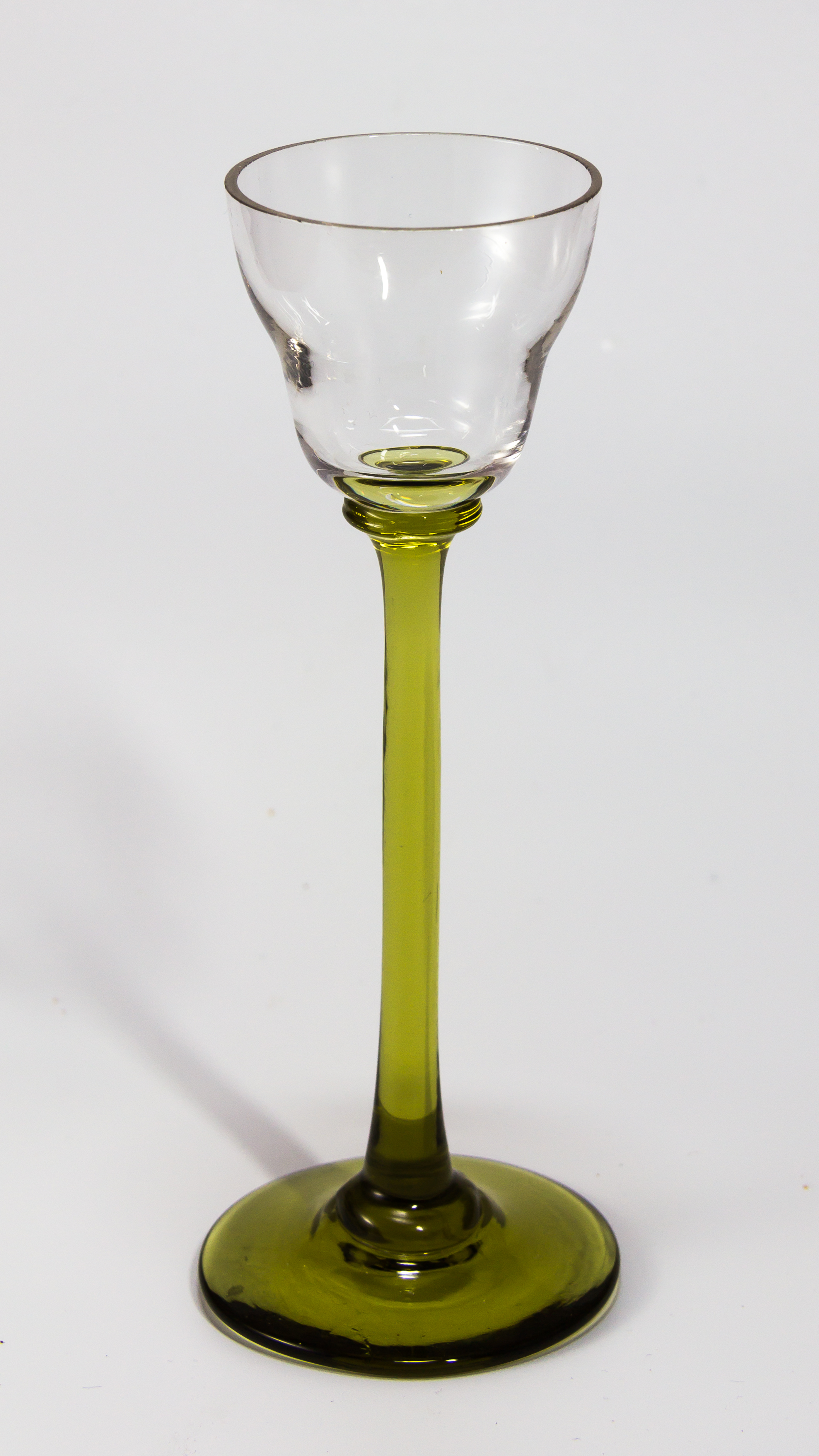
Likörglas (um 1905)
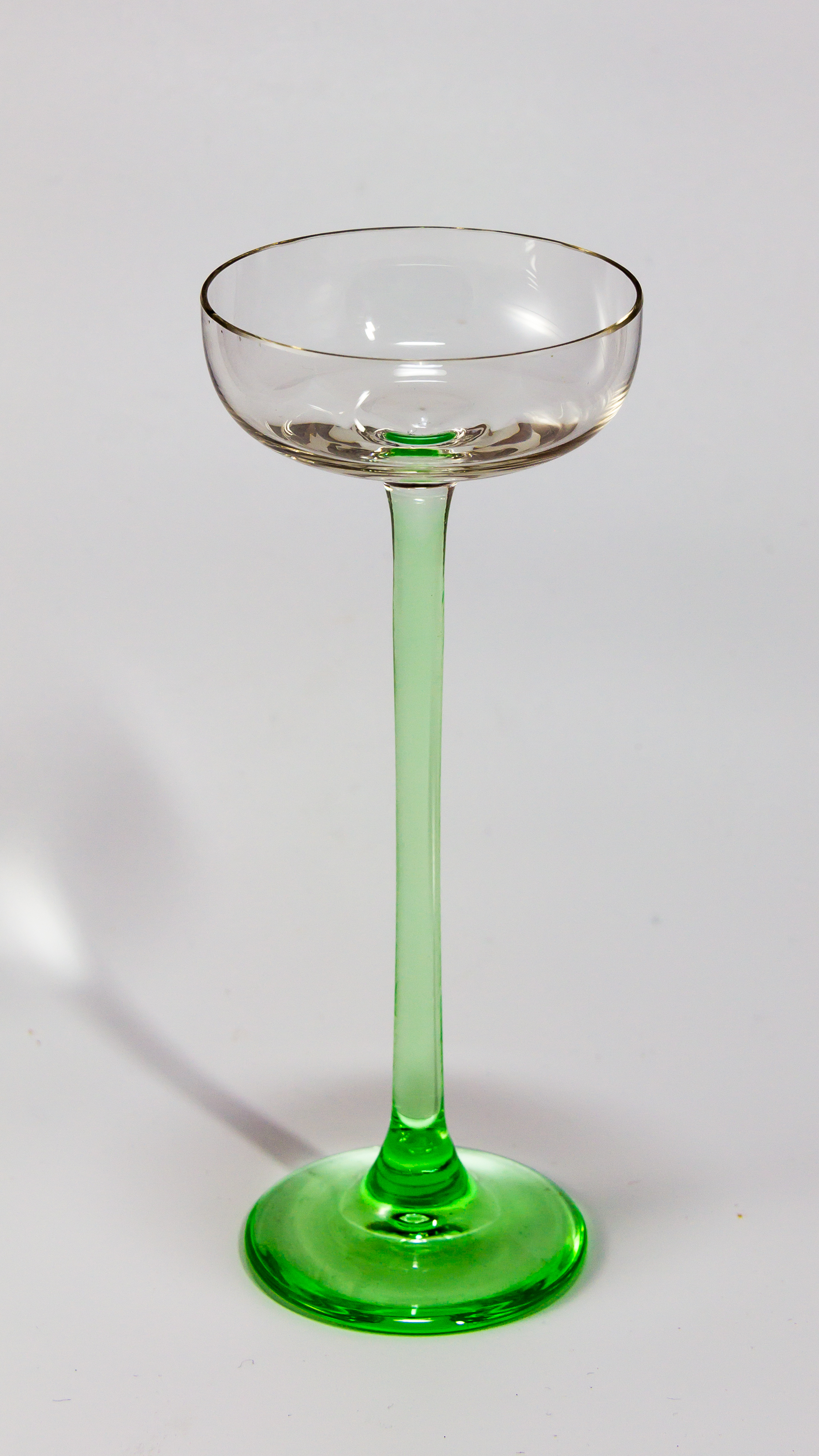
Likörglas (um 1905)

## Heutige Bedeutung

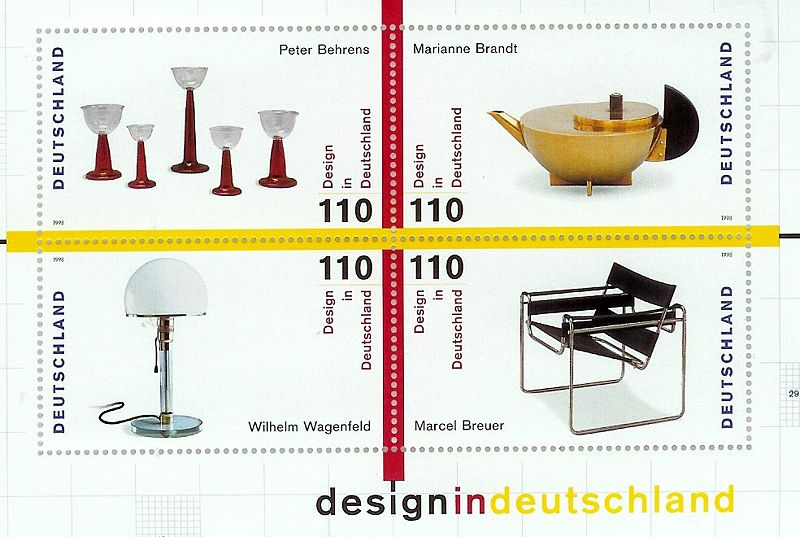
Briefmarkenblock „Design in Deutschland“ mit Motiv der Glasserie von Peter Behrens

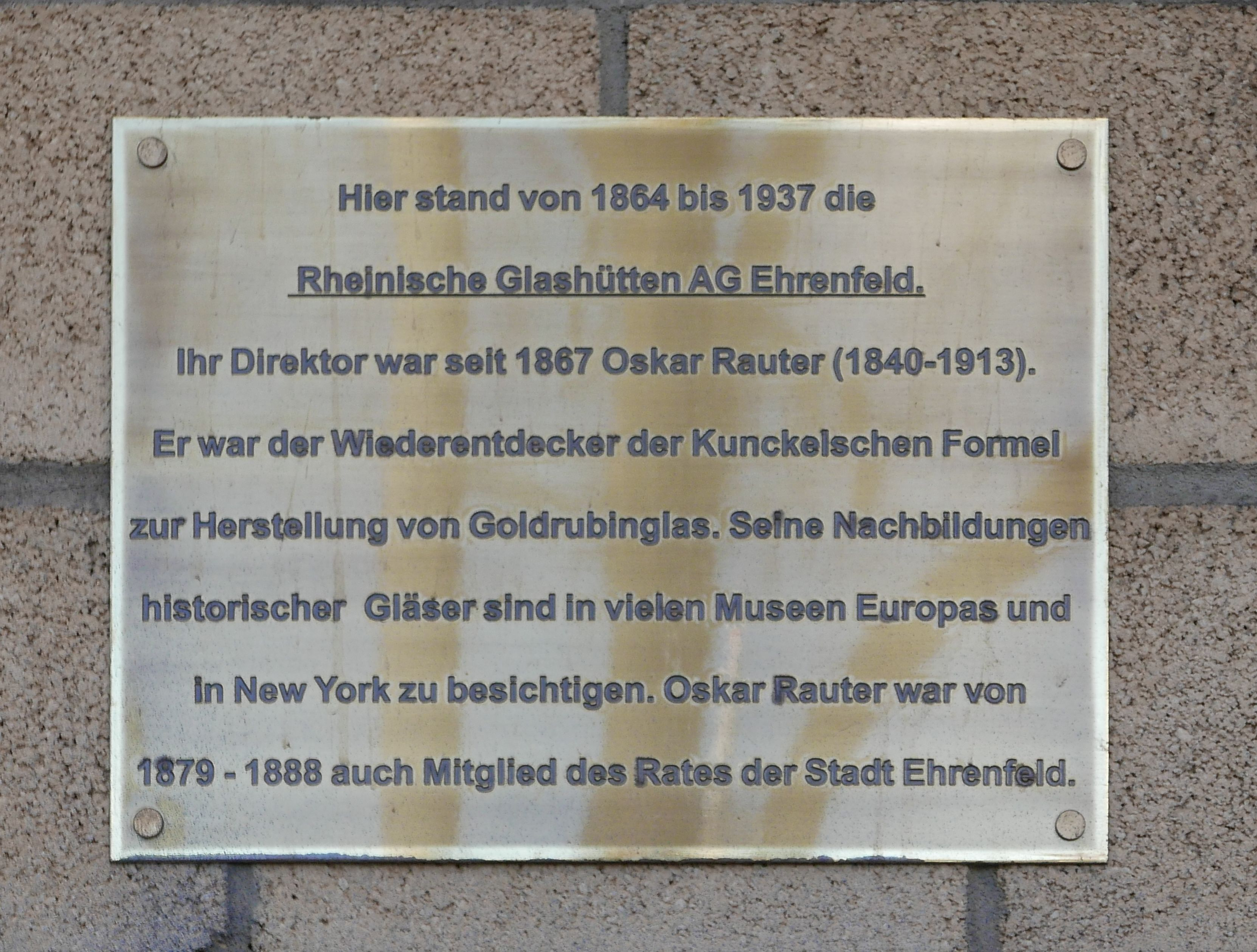
Gedenktafel am Postamt Ehrenfeldgürtel

Zahlreiche Kunstgewerbemuseen auf der Welt stellen Exponate aus, die in der Rheinischen Glashütte AG Ehrenfeld hergestellt wurden, wie zum Beispiel das Metropolitan Museum of Art, das Museum für Angewandte Kunst Köln, das Museum für Kunst und Gewerbe Hamburg, das Corning Museum of Glass oder das Bröhan-Museum.
Einige Glasobjekte, wie die von Peter Behrens erzielen auf Kunstauktionen heute mehrere tausend Euro pro Objekt.
Im Jahr 1998 gab die Deutsche Bundespost den Briefmarkenblock Design in Deutschland heraus, auf dem neben der Wagenfeld-Leuchte, dem Wassily-Stuhl Nr. B 3 von Marcel Breuer und dem Tee-Extraktkännchen von Marianne Brandt auch die Glasserie mit den rubinroten Füßen von Peter Behrens dargestellt wurde.
Im Mai 2014 wurde am Standort der ehemaligen Glashütte am Ehrenfeldgürtel, nahe dem Bahnhof Ehrenfeld, eine Gedenktafel angebracht, die auch an den ehemaligen Direktor der Glashütte, Oskar Rauter, erinnert.